# Gouvernement José Canalejas
Royaume d'Espagne
Moret III Prieto I
Le gouvernement José Canalejas (gobierno José Canalejas) est le gouvernement du royaume d'Espagne, en fonction le 9 février 1910 au 12 novembre 1912.

## Composition